# Ore socken
Ore socken ligger i Dalarna, ingår sedan 1974 i Rättviks kommun och motsvarar från 2016 Ore distrikt.
Socknens areal är 967,90 kvadratkilometer, varav 882,10 land. År 2020 fanns här 1 088 invånare. Tätorten Furudal samt sockenkyrkan Ore kyrka ligger i socknen.  

## Administrativ historik
Sockennamnet förekommer första gången i en tvist om ett skogsområde mellan bönder i Orsa och Leksands socknar. Området som omtvistades benämns i den latinska sammanfattningen som in parte Oradum - det vill säga i Oretrakten. En samtida svensk översättning anger namnet som orhre engh, vilket troligen är en felöversättning. Därnäst förekommer namnet i 1541 års jordebok, där Oretth betecknar ett område inom Sletterbergx Fierding i Orsa socken, där bland annat även Skattungbyn ingick. 
Ett kapell fanns troligen på nuvarande kyrkans plats norr om Dalen redan under medeltiden, på nuvarande kyrkan plats. Ett kapell fanns även i Skattunge inom Orsa socken, omtalat första gången 1533, och ett i Amundsböle by som tillhörde Alfta socken, men i samband med sockenbildningen 1607 överfördes till Ore. Någon gång före 1570 påbörjades ersättandet av träkapellet med en stenkyrka, och 1577 sägs kapellet vara fullt funktionsdugligt och ha två kyrkvärdar. Från 1593 sägs kyrkoherden i Orsas son tjänstgöra som kaplan i Orsa, och bodde möjligen här redan då. 1598 kom frågan om självständighet från Orsa för första gången på tal.
1607 blev församlingen ett eget pastorat och sockenbildningen var fullt genomförd. 1934 överfördes en del av Finsthögst till Voxna socken i Gävleborgs län.
Vid kommunreformen 1862 övergick socknens ansvar för de kyrkliga frågorna till Ore församling och för de borgerliga frågorna till Ore landskommun. Landskommunen uppgick 1974 i Rättviks kommun.
1 januari 2016 inrättades distriktet Ore, med samma omfattning som församlingen hade 1999/2000.
Socknen har tillhört fögderier, tingslag och domsagor enligt vad som beskrivs i artikeln Dalarna. De indelta soldaterna tillhörde Dalregementet, Orsa kompani.

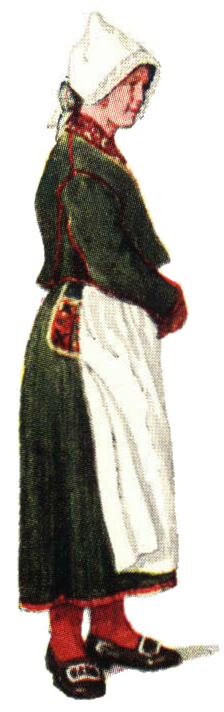
Folkdräkt från Ore socken

## Geografi
Ore socken ligger nordost om Siljan kring sjöarna Oresjön och Skattungen med Amungen och Dalforsån i sydost och Oreälven i väster. Socknen har odlingsbygd vid sjöarna och vattendragen och är i övrigt en sjörik kuperad skogsbygd med höjder som i Björnberget i norr når 508 meter över havet.

### Geografisk avgränsning
Socknen gränsar i nordost mot Los socken i Ljusdals kommun och Ovanåkers socken i Ovanåkers kommun i Hälsingland. I väster avgränsas socknen av Orsa socken i Orsa kommun och i söder ligger Boda socken samt Rättviks socken.
Socknens östligaste punkt är Ormberget, som ligger på gränsen mot Hälsingland där fyra socknar möts: Ore, Rättvik, Alfta samt Ovanåker.
Socknens nordligaste punkt är Klövhäll (48 km norr Furudal), som ligger i älven Voxnan, som har cirka 3 km av sitt lopp genom Ore socknens allra nordligaste del. I norra delen ligger byn Håven (38 km norr Furudal) med ödekyrkogård och bygdegård. Vid Ejheden finns en annan ödekyrkogård, belägen vid sjön Storejen.
Cirka 10 km norr om Furudal ligger gamla Ärteråsens fäbod. På Ärteråsberget (468 m ö.h.) finns ett utsiktstorn. Socknens högsta punkt är Björnberget (508 m ö.h.).
Genom socknen går länsvägarna 296 samt 301. Den gamla järnvägen Orsa-Voxna-Bollnäs går i väst-östlig riktning genom socknen. Största ort är Furudal. Andra orter i socknen är bland andra Dalbyn, Sunnanhed, Östanvik, Furudals bruk, Dalfors, Göringen

## Fornlämningar
Boplatser från stenåldern samt gravar från järnåldern på Dalarnas största gravfält är funna. Vidare finns inom socknen fångstgropar samt slagg från lågteknisk järnhantering.

## Namnet
Namnet (1541 Oretth) är ett bygdenamn. Efterleden innehåller troligen hed, 'torr, tallbevuxen mark'. Förleden innehåller Ora från Oreälven, vars förled or är ett lokal ordvariant av ör, 'grus(bank)'.

## Befolkningsutveckling
| Befolkningsutvecklingen i Ore socken 1790–2020 | Befolkningsutvecklingen i Ore socken 1790–2020 | Befolkningsutvecklingen i Ore socken 1790–2020 | Befolkningsutvecklingen i Ore socken 1790–2020 | Befolkningsutvecklingen i Ore socken 1790–2020 |
| --- | ---------------------------------------------- | ---------------------------------------------- | ---------------------------------------------- | ---------------------------------------------- |
| |                                                |                                                |                                                |                                                |
| År |                                                |                                                | Folkmängd                                      |                                                |
| 1790 | 1790                                           |                                                | 1 615                                          |                                                |
| 1800 | 1800                                           |                                                | 1 878                                          |                                                |
| 1810 | 1810                                           |                                                | 1 629                                          |                                                |
| 1820 | 1820                                           |                                                | 1 727                                          |                                                |
| 1830 | 1830                                           |                                                | 1 979                                          |                                                |
| 1840 | 1840                                           |                                                | 2 202                                          |                                                |
| 1850 | 1850                                           |                                                | 2 380                                          |                                                |
| 1860 | 1860                                           |                                                | 2 797                                          |                                                |
| 1870 | 1870                                           |                                                | 2 813                                          |                                                |
| 1880 | 1880                                           |                                                | 2 889                                          |                                                |
| 1890 | 1890                                           |                                                | 2 777                                          |                                                |
| 1900 | 1900                                           |                                                | 3 028                                          |                                                |
| 1910 | 1910                                           |                                                | 3 168                                          |                                                |
| 1920 | 1920                                           |                                                | 3 560                                          |                                                |
| 1930 | 1930                                           |                                                | 3 654                                          |                                                |
| 1940 | 1940                                           |                                                | 3 177                                          |                                                |
| 1950 | 1950                                           |                                                | 2 935                                          |                                                |
| 1960 | 1960                                           |                                                | 2 501                                          |                                                |
| 1970 | 1970                                           |                                                | 1 891                                          |                                                |
| 1980 | 1980                                           |                                                | 1 649                                          |                                                |
| 1990 | 1990                                           |                                                | 1 441                                          |                                                |
| 2010 | 2010                                           |                                                | 1 109                                          |                                                |
| 2020 | 2020                                           |                                                | 1 088                                          |                                                |
| Anm: Källa: Umeå universitet - Tabellverket 1749-1859, Demografiska databasen, CEDAR, Umeå universitet, Befolkning per församling, Folkmängden per distrikt, landskap, landsdel eller riket efter kön. År 2015 - 2022. |                                                |                                                |                                                |                                                |